# Босбулак
Босбула́к (каз. Босбұлақ) — село у складі Сузацького району Туркестанської області Казахстану. Входить до складу Сизганського сільського округу.
Населення — 322 особи (2021; 291 у 2009, 294 у 1999, 590 у 1989).